# Crâne de Hofmeyr
Le crâne de Hofmeyr est le crâne d'un Homo sapiens daté de 36 000 ans découvert en 1952 près de Hofmeyr, en Afrique du Sud. Son importance tient en partie au fait qu'il est contemporain de migrations d'Hommes modernes de cette région, alors que les fossiles d'Hommes modernes sont quasi inexistants en Afrique subsaharienne pour cette période cruciale du Pléistocène supérieur ; les crânes africains d'Hommes anatomiquement modernes connus sont soit plus anciens, vieux de plus de 100 000 ans, soit plus récents.  
Le fossile est conservé au East London Museum (en) en Afrique du Sud.    

## Découverte et datation
Le crâne a été trouvé près de Hofmeyr, une petite ville du Cap-Oriental, en Afrique du Sud. dans un canal sec de la rivière Vlekpoort, en 1952,,. Aucun autre os ou artefact archéologique ne lui était associé à ce moment. Quelques années plus tard, le canal s'est rempli de limon en raison de travaux, de sorte qu'il n'était plus envisageable de dater les sédiments environnants, ni même d'identifier le lieu de la découverte.  
Il n'a pas été possible de dater le crâne à l'aide de la méthode traditionnelle de datation par le carbone 14 parce que le collagène restant dans les os était trop mal conservé. La cavité endocrânienne était remplie de sédiments (une matrice indurée) qui ont pu être datés grâce aux méthodes de datation par l'uranium-thorium et de luminescence stimulée optiquement. Plusieurs éléments ont permis de supposer que le crâne a le même âge que la matrice, notamment le bon état de conservation du crâne, qui suggère qu'il est resté protégé jusqu'à sa découverte, sans nouveau dépôt de sédiments ; et le fait que plusieurs échantillons de la matrice indiquent le même âge ce qui autorise à penser que le crâne n'a été rempli qu'une seule fois. L'âge du crâne a ainsi été estimé à 36 200 ± 3 300 ans.     

## Description
«Le crâne est morphologiquement moderne dans l'ensemble mais présente des caractéristiques archaïques».
Il est plus grand que celui des Hommes modernes actuels. Les structures de la région supraorbitaire sont proéminentes. Le visage est robuste. La taille  du visage est souvent considérée comme un critère de modernité anatomique,  un visage verticalement court faisant partie des principaux traits distinctifs des Hommes modernes ; l'Homme de Hofmeyr a le visage long par rapport à la taille globale du crâne. Il présente un prognathisme alvéolaire marqué. Par sa morphologie, le crâne de Hofmeyr est plus proche des crânes des Européens du Paléolithique supérieur que de ceux des Hommes plus récents, Sud-Africains ou Européens,. 
La suture coronale oblitérée et les troisièmes molaires fortement usées, suggèrent que le spécimen a atteint l'âge adulte. L'individu avait été blessé à l'œil gauche ; la blessure avait partiellement guéri avant la mort. Le sexe est inconnu, mais la morphologie et la grande dimension du crâne font supposer qu'il s'agit d'un individu de sexe masculin. 
Les dommages les plus graves infligés au crâne ont été causés par sa «mauvaise manipulation» après sa découverte en 1950. Un os perdu est documenté sur des photos de 1968 et 1998.

## Implications
Le crâne de Hofmeyr ayant une  affinité étroite avec des crânes du Paléolithique supérieur d'Europe, certains scientifiques considèrent que cette relation corrobore la théorie Out-of-Africa selon laquelle les Eurasiens du Paléolithique supérieur descendent d'Hommes modernes qui ont émigré de l'Afrique subsaharienne au Pléistocène supérieur ; cette théorie implique qu'au moins certains groupes humains du Paléolithique supérieur en Afrique et en Eurasie devraient se ressembler morphologiquement.  
La population d’Afrique sub-saharienne à laquelle  appartient le spécimen de Hofmeyr avait un ancêtre commun avec les Européens du Paléolithique ; se fondant sur cette analyse, des scientifiques estiment que la migration de l’Homme moderne hors d’Afrique a pu se produire il y a 60.000 ans environ.